# Jean de Poltrot
Jean de Poltrot (* 1537; † 18. März 1563), Sieur de Méré oder Mérey, war ein Edelmann aus dem Angoumois; er ermordete den Herzog Franz von Guise.

## Leben und Tod
Jean de Poltrot hatte eine Zeit in Spanien gelebt und seine Spanischkenntnisse wie auch seine dunkle Hautfarbe (die ihm den Spitznamen Espagnolet einbrachte) verhalfen ihm zu einer Anstellung als Spion im Krieg gegen Spanien.
Zum fanatischen Hugenotten geworden, entschloss er sich, den Herzog von Guise zu töten und erlangte als Deserteur Zugang zu dem Lager der Katholiken, die gerade die Stadt Orléans belagerten. Am Abend des 18. Februar 1563 versteckte er sich an einem Wegesrand im Wissen, dass der Herzog daran vorüberziehen würde; er feuerte mit seiner Pistole auf ihn und floh. Doch am nächsten Tag wurde er gefasst, verhört, mehrfach gefoltert und zum Tode durch Vierteilen verurteilt. Am 18. März 1563 erlitt er eine grausame Bestrafung. Nachdem die Pferde nicht vermochten, seine Gliedmaßen auseinanderzureißen, wurde er mit Säbeln in Stücke gehauen.
Poltrot hatte mehrere widersprüchliche Aussagen hinsichtlich der Komplizenschaft von Coligny gemacht. Der Admiral protestierte heftig gegen die Anschuldigungen, die anscheinend nicht begründet waren.